# Carl Seelig
Carl Seelig (n. 11 mai 1894, Zürich, cantonul Zürich, Elveția – d. 15 februarie 1962, Tramwartepavillon Bellevue⁠(d), cantonul Zürich, Elveția) a fost un scriitor și mecena elvețian de limbă germană. El este cel mai bine cunoscut ca prieten, susținător și tutore legal al lui Robert Walser și ca primul biograf al lui Albert Einstein.

## Biografie
Provenit dintr-o familie bogată, el a urmat în perioada 1910-1915 cursurile școlii cantonale din Trogen și a fost preocupat de timpuriu de literatură. Prin activitatea sa ca editor al unor diverse antologii și ca partener la editura vieneză E.P. Tal & Co, a intrat în contact cu mai mulți scriitori germani și s-a dovedit mai ales din 1933 ca un prieten empatic și sensibil în caz de nevoie. Producția proprie a lui Seelig a fost extrem de bogată și variată: aceasta variază de la poezie și cântece populare până la a deveni colaborator al lucrării Mein Weltbild a lui Albert Einstein. O privire de ansamblu în bibliotecile internaționale de bibliotecă înregistrează 163 de lucrări publicate de Seelig în 294 de publicații și 13 limbi.
Angajamentul editorial dezinteresat al lui Seelig iese în evidență din corespondența purtată cu scriitori valoroși ai epocii. A corespondat, printre alții, cu Max Brod, Hans Henny Jahnn, Alfred Polgar și Joseph Roth. Seelig a menținut, de asemenea, relații apropiate cu scriitorii elvețieni.
Biblioteca de manuscrise este formată din aproximativ 6000 de bucăți, care sunt păstrate într-un depozit pe termen lung în Arhivele Literare Elvețiene.

## Lucrări (selecție)

### Ca autor
- Wanderungen mit Robert Walser. Tschudy. St. Gallen 1957; Suhrkamp (Bibliothek Suhrkamp 554), Frankfurt am Main 12. A. 2009, ISBN 978-3-518-01554-4.
- Originelle Gestalten der Familie Schoop. În: Thurgauer Jahrbuch, 33. Jahrgang, 1958, pp. 95–110.
- Albert Einstein und die Schweiz. Europa, Zürich 1952; ediția a III-a a fost revizuită și publicată cu titlul: Albert Einstein. Leben und Werk eines Genies unserer Zeit. Europa, Zürich 1960.

### Ca editor
- Der Tag bricht an. Poezii noi de Waldemar Bonsels, Martin Buber, Hermann Hesse, Stefan Zweig ș.a. Der Garten Eden, Dortmund 1921.
- Das neue Wunderhorn. Deutsche Volkslieder. Feuer, Leipzig 1924.
- Die Jahreszeyten im Spiegel schweizerischer Volkssprüche. Orell Füssli, Zürich 1925.
- Novalis: Gesammelte Werke. 5 vol. Bühl, Herrliberg 1945/1946.
- Robert Walser: Dichtungen in Prosa. 5 vol. Kossodo, Genf / Holle, Darmstadt 1953–1961.
- Albert Einstein: Mein Weltbild. Ullstein, Frankfurt am Main 1955; Retipărită în 2005, ISBN 3-548-36728-3.
- Helle Zeit – Dunkle Zeit. In memoriam Albert Einstein. Europa, Zürich 1956; Vieweg, Braunschweig 1986, ISBN 3-528-08934-2.